# Elaphrus cicatricosus
Elaphrus cicatricosus es una especie de escarabajo del género Elaphrus, familia Carabidae. Fue descrita científicamente por LeConte en 1847.
Se distribuye por América del Norte, en Canadá y los Estados Unidos (Connecticut, Delaware, Massachusetts, Maryland, Míchigan, Misisipi, Nuevo Hampshire, 
Nueva Jersey, Nueva York, Ohio, Pensilvania, Tennessee, Virginia y Vermont).